# Micha Winkler

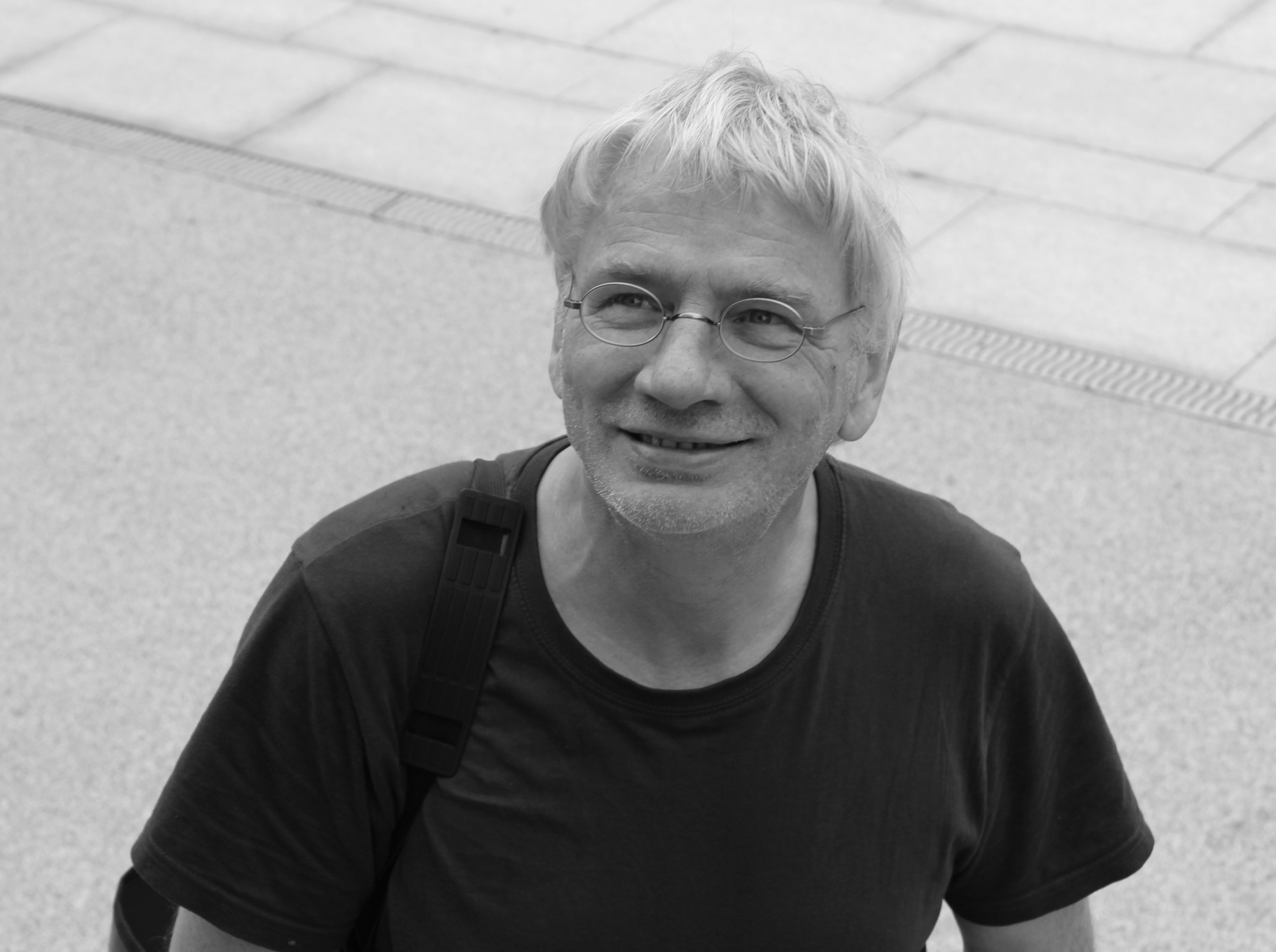
Micha Winkler (2015)

Micha Winkler (* 1958 in Ost-Berlin; † 16. Oktober 2022) war ein deutscher freischaffender Fotograf.

## Leben
Micha Winkler wurde in Ost-Berlin geboren. Zwischen 1975 und 1978 absolvierte er eine Berufsausbildung zum Zerspanungsfacharbeiter. Während seiner Tätigkeit als Haushandwerker (1979 bis 1989) erhielt er erste Fotoaufträge von Zeitungen. Von 1986 bis 1988 absolvierte Winkler eine Ausbildung an der Spezialschule für Fotografie in der Bezirkskulturakademie – Berlin-Mitte. Nach der Wende arbeitete er als Theaterfotograf und für die Öffentlichkeitsarbeit bei WERK – ART e. V. Berlin (1990–1993). Ab 1994 wirkte er als freiberuflicher Fotograf. Er war Mitglied der Künstlergruppe Sela5.
Winkler arbeitete u. a. für Frühe Kindheit, den Westermann-Verlag und den Urban & Fischer Verlag sowie edition discord, die Tagespresse und die Stadt Bernau bei Berlin mit Bildmaterial.
Schwerpunkt seiner Fotografie bildet die zeitgenössische Musik, insbesondere Jazz und Punk, deren Rhythmik er durch spezielle Belichtungstechnik in seinen Bildern einzufangen vermochte. Ein weiteres Spezialgebiet war die Arbeit mit der Camera Obscura. Aus Berlin, London, Paris und Rom stammen Aufnahmen, die das Leben in seiner Flüchtigkeit einfangen. Während Gebäude und Bäume scharf abgebildet werden, verschwimmen die raschen Bewegungen von Mensch und Tier zu bloßen Schemen und offenbaren die Flüchtigkeit ihres Seins.
Winkler arbeitete hierfür mit analoger Fotografie. Für seine Reisefotografie, beispielsweise aus Irland, Barcelona, Tschechien und Neuseeland nutzte er auch Digitalfotografie.
Aufgrund seiner 35-jährigen Tätigkeit besaß Winkler ein Archiv mit Fotodokumenten der Vor- und Nachwendezeit, insbesondere aus den Berliner Bezirken Weißensee, Prenzlauer Berg, Marzahn und Mitte sowie aus Arbeitswelten der DDR-Zeit von der LPG bis zum VEB Elektrokohle.
Seine Erfahrungen, speziell mit der Lochkamera, gab Winkler auch in Workshops an Interessierte weiter, beispielsweise an Schulen und in Sommerkursen.
Er erhielt den Brandenburgischen Kunstpreis 2022 für Fotografie.

## Einzelausstellungen
- 2018 „Zeitblicke 1985-2018“ Regional Büro von Britta Stark Präsidentin des Landtages Brandenburg
- 2017 „Zeitblicke 1984-2017 Micha Winkler Fotografie“ in der Brotfabrik Galerie Berlin
- 2015 „Die Gummiwerker“ Ausstellung in der Wolfdietrich-Schnurre-Bibliothek
- 2015 Camera Obscura „Paris – Rom – Erkner“ im Global-Berlin
- 2012 Rathaus Bernau „Camera Obscura“
- 2012 Schülerprojekt „KUNST—HERZ“ zum Internationalen Bildhauersymposium „Steine ohne Grenzen Bernau“
- 2012 Wolfdietrich-Schnurre-Bibliothek Berlin Prenzlauer Berg, Musikschule Barnim Regionalstelle Bernau „Vibrationen“ freie improvisierte Musik
- 2011 Eine Dokumentation. improvisierte Musik
- 2011 Musikschule Barnim Regionalstelle Bernau „Vibrationen“ freie improvisierte Musik
- 2010 Landesinstitut für Schule und Medien Berlin-Brandenburg „Wir trauen uns“ Kinderfilmfest des Landes Brandenburg in Bernau
- 2009 Galerie Bernau – „Wir trauen uns“ Kinderfilmfest des Landes Brandenburg in Bernau
- 2008 Wolfdietrich-Schnurre-Bibliothek Berlin Prenzlauer Berg
- 2007 Kunstspeicher Friedersdorf
- 2006 Camera Obscura III Galerie Bernau
- 2005 Camera Obscura II Stadtgeschichtliches Museum Berlin-Weißensee
- 2005 Camera Obscura – Galerie der Foto und Grafik Manufaktur Berlin
- 2003 Galerie im K 14 B.....ende Landschaften (Eine Bestandsaufnahme)
- 1998 Galerie am Weißensee Vibrationen (Punk und Jazz Fotos)
- 1997 Amtshaus Panketal (Vibrationen)
- 1996 Kreiskulturhaus Peter Edel (Freie Improvisierte Musik)
- 1989 Kleine Galerie Weißensee

## Ausstellungsbeteiligungen
- 2022 „Blackbox“ Jörg Möller, Josi Rücker und Micha Winkler (Gruppenausstellung FBK e. V.), Galerie Bernau[10]
- 2018 Gruppenausstellung III der Künstler-Gruppe „Sela5“ Galerie Kungerkiez
- 2017 „Frames. And the space between“ Künstler-Gruppe „Sela5“ Galerie Kungerkiez
- 2017 „Ein Blick“ GRAFIK, COLLAGE, FOTOGRAFIE Mathilde Mélois, Charlotte Bieligk, Micha Winkler, Galerie im Rathaus Biesenthal
- 2015 Galerie Bernau Ausstellung der Gruppe Sela5 „Restwärme“,
- 2015 „Kontext Labor Bernau“, im Kantor-Haus Bernau
- 2014 Ein Rückblick, UDK Berlin – Kulturamt Bernau bei Berlin
- 2000 Galerie Bernau Köpfe I
- 1998 Galerie Bernau mit Hans Hoepfner Metallplastik
- 1997 Künstlerhof Berlin – Buch
- 1995 Galerie am Weißen See mit Ute Hoffritz
- 1993 Galerie Bernau (1. Brandenburger Landschaftspleinair)
- 1992 Foyer des Rathauses Weißensee
- 1990 Foyer des Rathauses Köpenick
- 1989 „Haus der jungen Talente“ Berlin – Mitte
- 1988 Kulturhaus Thälmann – Park
- 1987 Foyer der Stadtbibliothek

## Projekte
- ab 2015 „Camera Curiosa“ Kollodium-Nassplatte (in Zusammenarbeit mit André Schmidt)
- 2005–2016 Unzählige Kuratorenschaften im Team der Galerie Bernau, des Weiteren Mitarbeit im Vorstand des Förderkreises Bernau e.V. – Aktiv bei der Entwicklung des Profils der Galerie als über die Grenzen Bernaus und Brandenburgs anerkannte Institution beteiligt
- 2004 – aktuell Camera Obscura
- 2001 – aktuell B...ende Landschaften (Eine Bestandsaufnahme)
- 1997–1998 Alex Punks (mit der Fotografin Ellen Liebsch)
- 1995–1996 Jazz Punk Musik visualisiert
- 1987–1989 Arbeitswelten DDR
- 1986–1989 Staat lässt feiern